# Діетилпірокарбонат
Діети́лпірокарбона́т (ДЕПК, DEPC) — хімічна сполука, естер пірокарбонатної кислоти.
Використовується в молекулярній біології як інгібітор рибонуклеаз — ферментів, що руйнують РНК. Розчином діетилпірокарбонату оброблюють прилади та матеріали, які безпосередньо контактують з розчинами РНК.
1. ↑  diethyl pyrocarbonate